# Altares circulares del teatro Romano de Cartagena
Los altares circulares del teatro romano de Cartagena forman parte de un conjunto escultórico singular del patrimonio arqueológico hispanorromano de finales del siglo I a. C. hallado en el teatro romano de Cartagena. 
De cuidada ejecución artística, tienen  un significado religioso, político y propagandístico, y sus relieves representan a las aves simbólicas de la Tríada capitolina (Júpiter, Juno y Minerva) acompañadas por grupos femeninos que evocan a las Musas, las Horas y las Gracias, respectivamente. 
Su hallazgo y estudio han permitido profundizar en la comprensión del programa iconográfico y ceremonial del Teatro Romano de la ciudad de Carthago Nova, así como en las estrategias de romanización y legitimación imperial desplegadas en la antigua provincia de Hispania Citerior.[cita requerida]

## Descripción
Los altares, cilíndricos, cuyas dimensiones se adaptan a su ubicación en el estrado de fachada o “Frons Pulpiti”, donde cumplían funciones rituales y ornamentales, están realizados en mármol blanco de Carrara, material reservado para obras de gran relevancia y para los encargos oficiales. Los tres comparten una serie de rasgos formales que evidencian su origen común y su pertenencia a un mismo conjunto decorativo. Cada altar muestra en una de sus caras relieves de la Tríada capitolina, un águila con las alas desplegadas, un pavo real de perfil y una lechuza, con influencias del  arte helenístico y clásico, mezclados con viejos motivos de raigambre clásico, atribuibles a talleres neoáticos activos en Roma a finales del siglo I a. C..[cita requerida]

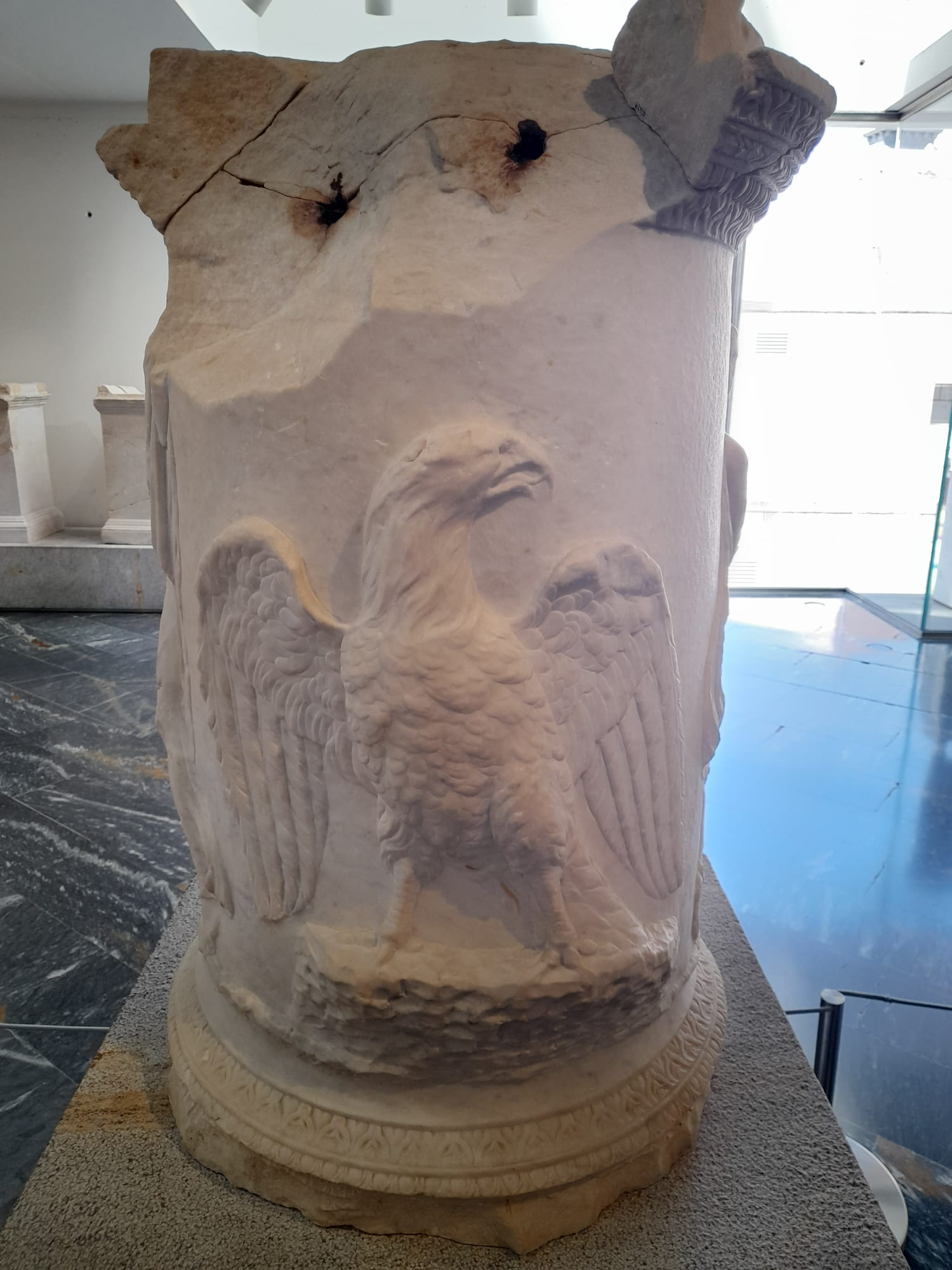
Altar del Águila (Representación de Júpiter)

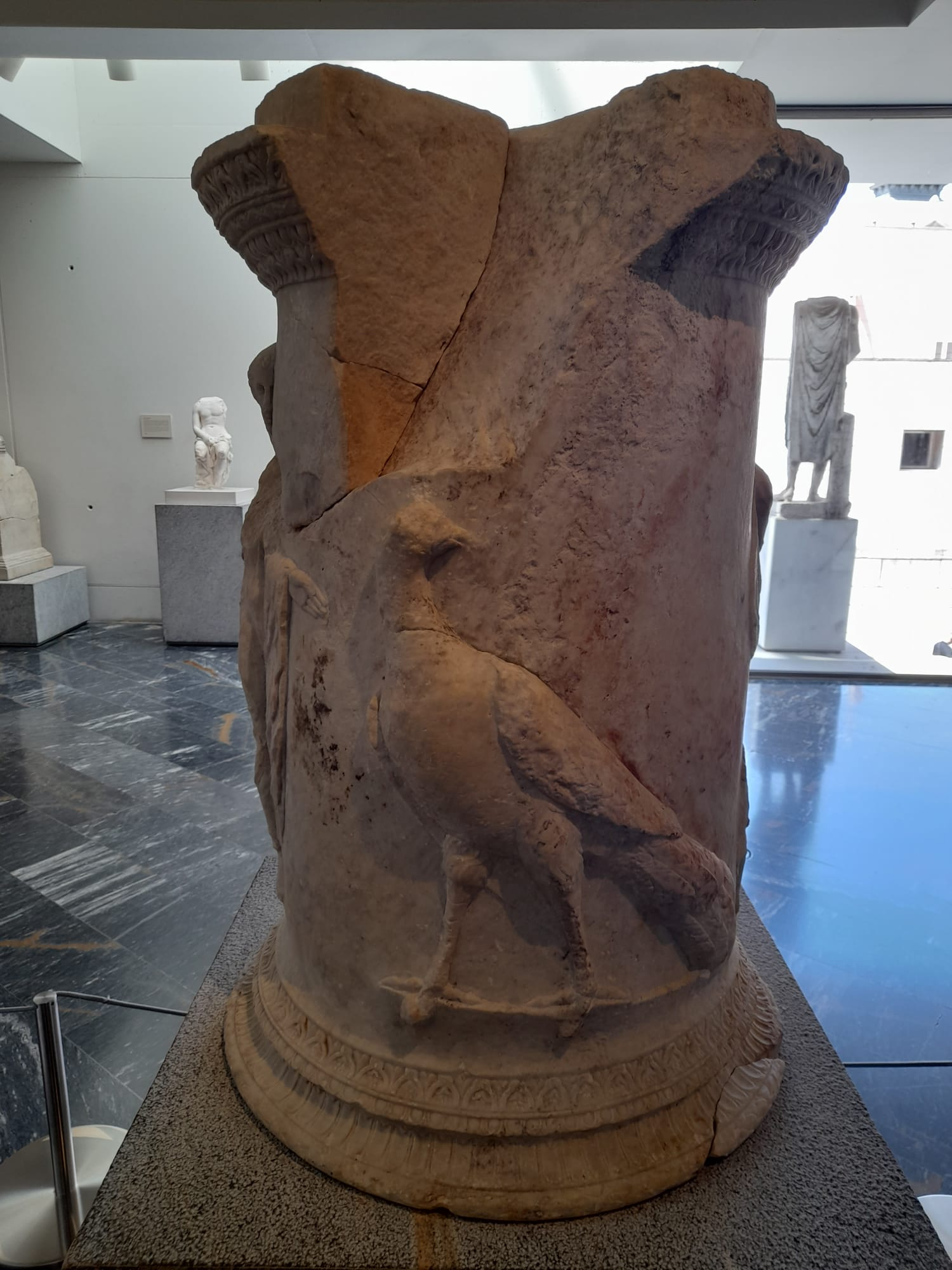
Altar del Pavo Real (Representación de Juno)

### Altar del águila
Este primer altar muestra un águila, símbolo de Júpiter, de frente con las alas extendidas y las garras posadas sobre un peñasco, acompañada por un cortejo de Musas, en alusión a Apolo como dios protector de las artes escénicas, reforzando la conexión entre el espacio teatral y el mundo divino de la inspiración artística.[cita requerida]

### Altar del pavo real
El segundo altar está presidido por la figura de un pavo real, emblema de Juno, diosa del matrimonio, la familia y la fertilidad, avanzando hacia la derecha y la cabeza girada hacia el espectador. Junto al ave  se sitúa un grupo  de Gracias o Cárites, divinidades vinculadas a la prosperidad, la belleza y la armonía social.[cita requerida]

### Altar de la lechuza

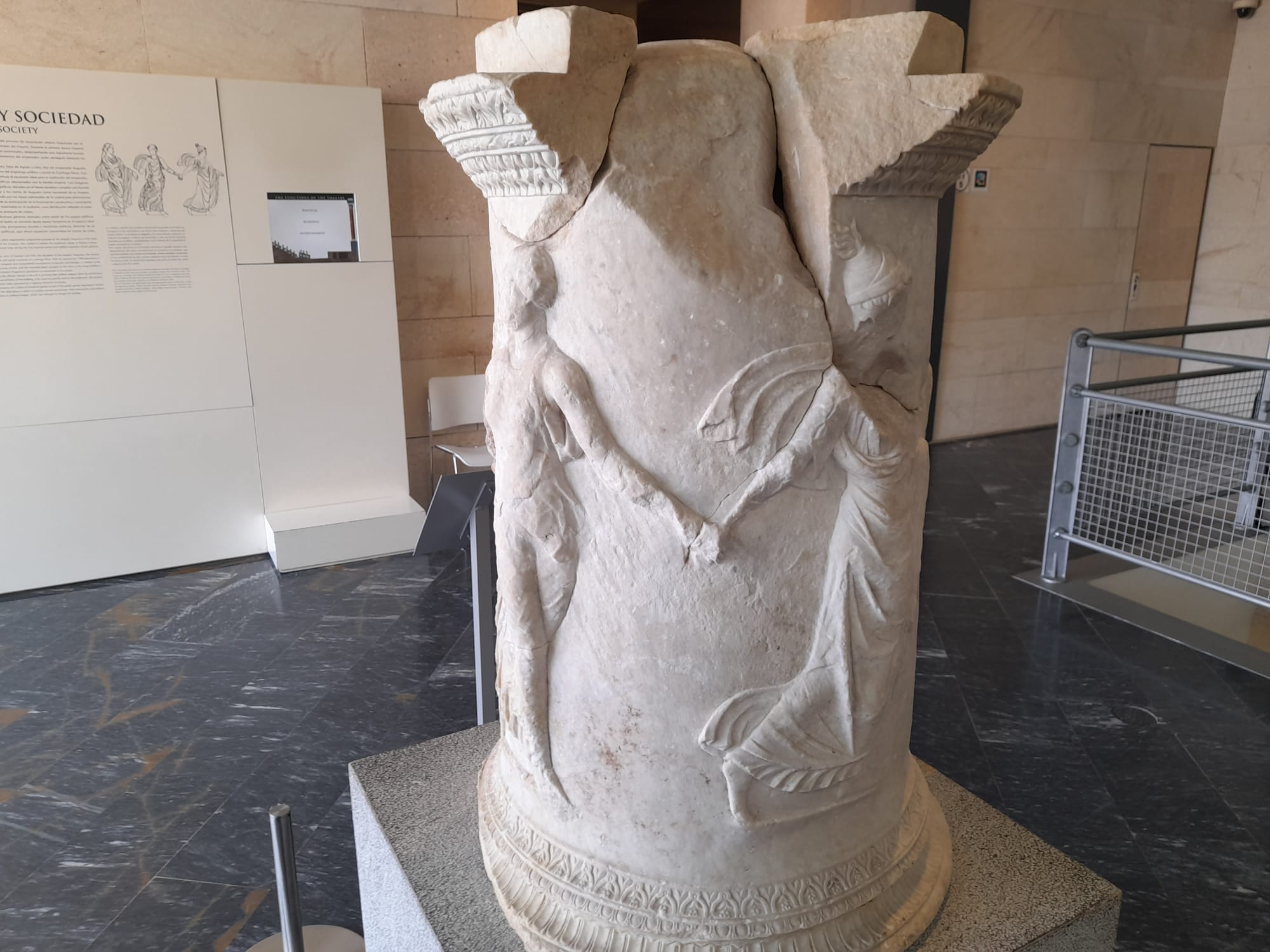
Muchachas dándose las manos (Las Gracias)

El altar de la lechuza, símbolo de Minerva, diosa de la sabiduría y las artes, muestra al animal con la cabeza frontal, el cuerpo girado hacia la derecha y las alas recogidas, acompañada por las tres Horas, divinidades asociadas al orden del tiempo y las estaciones, pero también a la prosperidad y la paz, en referencia implícita a la Pax Augusta instaurada bajo el gobierno de Augusto.[cita requerida]

## Procedencia y contexto histórico

### Teatro romano de Cartagena

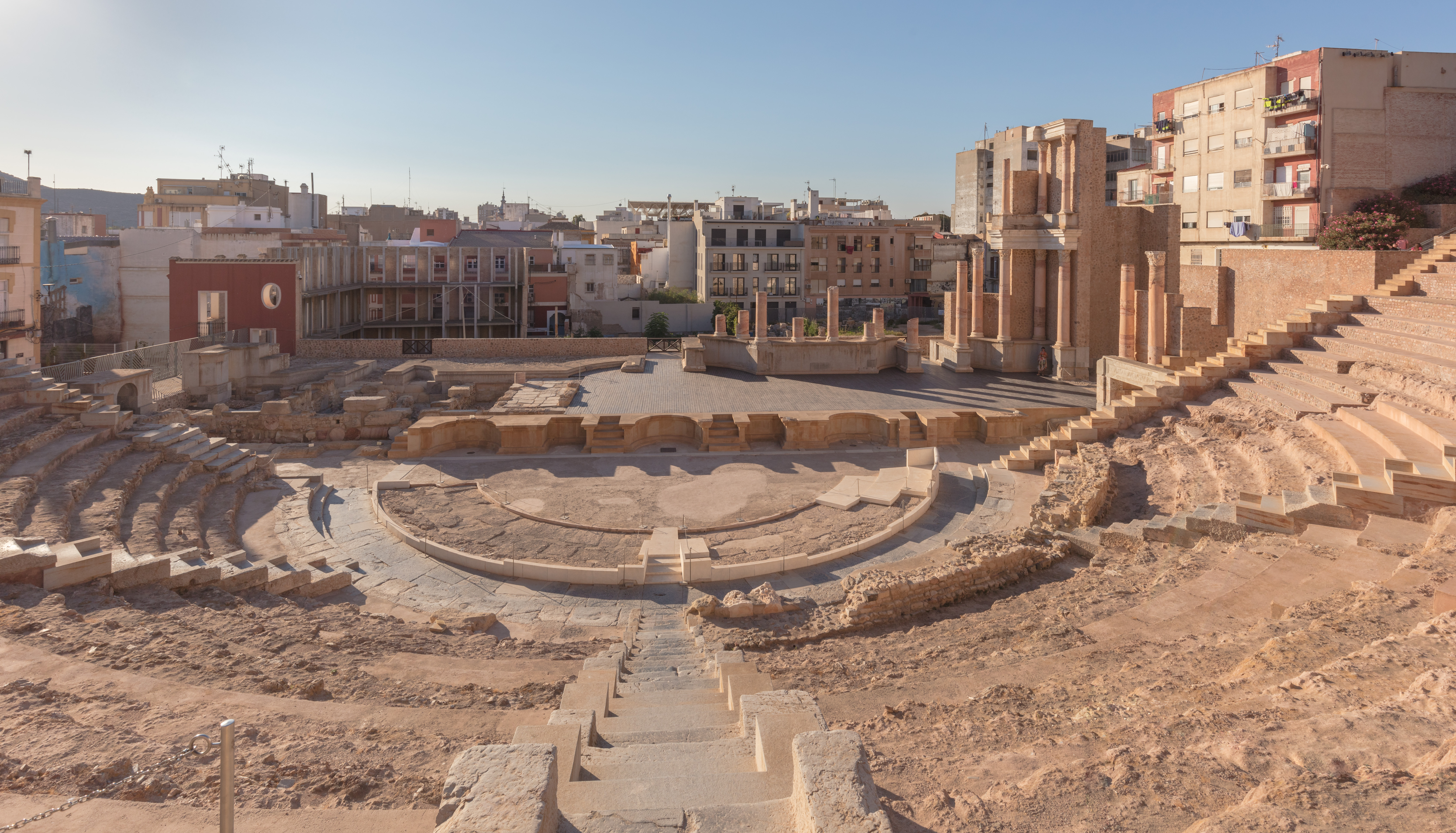
Teatro romano de Cartagena.

Los altares circulares fueron hallados en el área de la escena del Teatro romano de Cartagena, construido entre los años 5 y 1 a. C., durante el gobierno de Augusto, en el contexto de la transformación de Cartago Nova en colonia romana bajo el nombre de Colonia Vrbs Iulia Nova Carthago (C.V.I.N.C). 
La ciudad, antigua capital cartaginesa y enclave estratégico en el sureste peninsular, experimentó en esta época una profunda romanización y un intensa monumentalización urbana, que incluyó la construcción del foro, el anfiteatro y el teatro.

### Contexto religioso y político

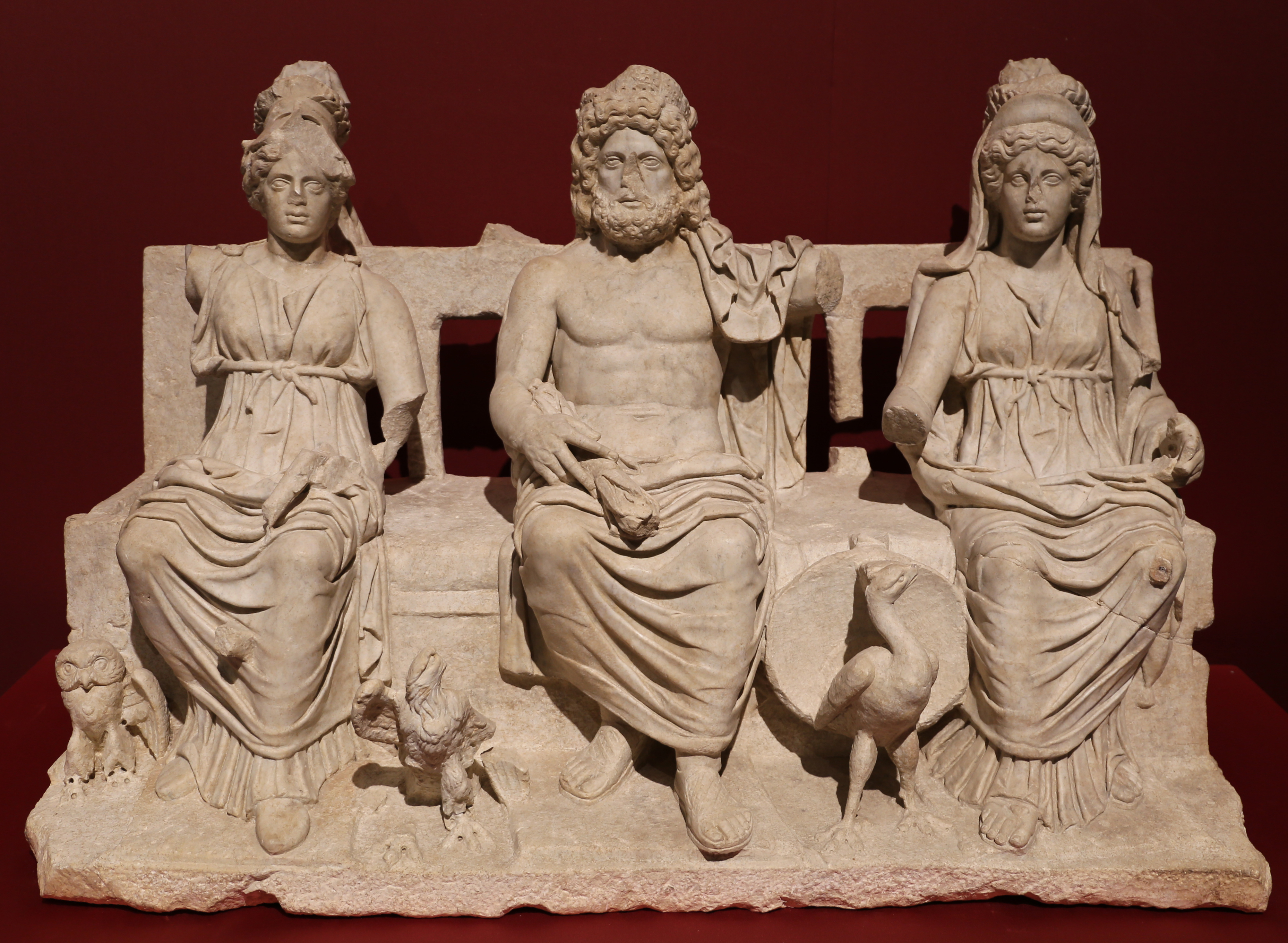
Tríada capitolina (dioses romanos Júpiter, Juno y Minerva)

La presencia de los altares dedicados a la Tríada capitolina en el teatro responde a la introducción y promoción de los cultos oficiales del Estado romano en las provincias, en un momento clave para la consolidación del poder imperial y la integración de las comunidades locales en la órbita de Roma. La elección de Júpiter, Juno y Minerva, divinidades tutelares del Capitolio romano, subraya la voluntad de legitimar el orden político y social instaurado por Augusto, así como de asociar la ciudad y sus instituciones a la protección y el favor de los dioses supremos.[cita requerida]
Por otro lado, la dedicación del teatro a Lucio y Cayo César, nietos y herederos designados de Augusto, cuyos nombres aparecen en los dinteles conmemorativos de los accesos, refuerza el carácter dinástico y propagandístico del conjunto monumental. Los altares, en este contexto, funcionan como instrumentos de comunicación visual y simbólica, destinados a transmitir mensajes de unidad, prosperidad y continuidad dinástica tanto a la población local como a los visitantes y dignatarios.[cita requerida]

## Interpretación: función y significado

### Función ritual
Los altares, además de la función decorativa y propagandística, tenían una función ritual, al servir para la realización de ofrendas a las divinidades tutelares antes del inicio de las representaciones o con ocasión de festividades cívicas y religiosas. Estos actos reforzaban identidad colectiva y consagraban el teatro como lugar sagrado.[cita requerida]

### Función decorativa
En el plano decorativo, los altares contribuían a la monumentalidad y solemnidad del teatro. La elección de motivos iconográficos  de raigambre clásica reflejan el gusto y el nivel cultural de las élites locales, así como la capacidad de la ciudad para acceder a talleres y materiales de primer orden, en sintonía con las tendencias artísticas de la metrópoli romana.[cita requerida]

### Función propagandística
La presencia de los altares en el teatro pone de manifiesto la estrecha relación entre la religión y la vida cívica en la antigua Roma, transmitiendo mensajes de identidad cívica y de adhesión a los valores del Imperio.
Los sacrificios y ofrendas realizados ante los altares no sólo buscaban atraer el favor de los dioses, sino también legitimar las instituciones y los valores de la comunidad, reafirmando la identidad romana de la ciudad y su adhesión al proyecto imperial, dando así un significado e ideas de conjunto ante todo el pueblo, así como una sensación de unanimidad por parte de los líderes del Imperio.[cita requerida]
Por otra parte, los emblemas de la Tríada capitolina  en los altares, acompañados de cortejos femeninos de Musas, Horas y Gracias, siguiendo la iconografía clásica helenística, forma parte de un mensaje ideológico cuidadosamente diseñado. Estos cortejos, representados en grupos de tres, evocan la inspiración artística, el orden, la prosperidad y la armonía social, valores fundamentales para la comunidad romana.[cita requerida]